# Гродский, Георгий Дмитриевич
Георгий Дмитриевич Гродский (1871—1943) — русский и советский учёный-артиллерист и педагог, генерал-майор, ординарный профессор Михайловской военной артиллерийской академии и Артиллерийской военной академии РККА.

## Биография
В службу вступил в 1889 году после окончания Тифлисского кадетского корпуса. В 1892 году после окончания Михайловского артиллерийского училища по I разряду с отличием (по наукам был первым в курсе с нанесением его имени на мраморную доску), произведён в подпоручики и прикомандирован к 1-й лейб-гвардии артиллерийской бригаде. В 1892 году переименован в подпоручики гвардии с назначением в 1-ю лейб-гвардии артиллерийскую бригаду. В 1896 году произведён в поручики гвардии.
В 1897 году после окончания Михайловской артиллерийской академии по I разряду с серебряной медалью и занесением имени на почетную мраморную доску был за отличие в науках произведён в штабс-капитаны гвардии и назначен репетитором МАУ. С 1900 года репетитор МАА. В 1901 году произведён в капитаны гвардии. С 1892 года после защиты первой диссертации назначен штатным преподавателем МАА и одновременно с 1905 года назначен помощником инспектора классов МАУ.
В 1907 году произведён в полковники гвардии. С 1909 года после защиты второй диссертации назначен экстраординарным профессором МАА. С 1912 года назначен ординарным профессором МАА и одновременно с 1914 года назначен инспектором классов МАУ. В 1913 году «за отличие по службе» произведён в генерал-майоры.
После Октябрьской революции перешёл на службу в РККА — ординарный профессор Артиллерийской военной академии РККА, одновременно с преподавательской деятельностью с 1921 года назначен председателем приемной комиссии Главного артиллерийского управления РККА при Тульском оружейном заводе.
С 1930 года профессор Тульского института народного образования, с 1931 года профессор кафедры математики Ленинградского института точной механики и оптики и одновременно с 1933 года профессор Ленинградского машиностроительного института (отраслевого ВУЗа Ленинградского политехнического института) 10 марта 1934 года уволен из РККА по собственной просьбе на пенсию. С 1936 года заведующий кафедрой высшей математики в Куйбышевском строительном институте и по совместительству заведующий кафедрой высшей математики в Куйбышевском индустриальном институте.
Умер в 1943 году в Куйбышеве.

## Награды
Награждён всеми орденами Российской империи вплоть до ордена Святой Анны 1-й степени высочайше пожалованного ему 10 апреля 1916 года.